# 쓰시마 미쓰토시
쓰시마 미쓰토시(일본어: 津島 三敏, 1974년 7월 30일 ~ )는 일본의 전 축구 선수이다.

## 구단 경력
1993년 일본 사커 리그의 나고야 그램퍼스 에이트에 입단했다. 1995년까지 30경기에 출전하여, 1995년후 현역 은퇴. 2005년 FC 기후에서 활동했다.